# Siliqua, Sardinien
Siliqua är en ort och kommun i provinsen Sydsardinien i regionen Sardinien i sydvästra Italien. Kommunen hade 3 844 invånare (2017).